# Leiocolea ussuriensis
Leiocolea ussuriensis là một loài Rêu trong họ Jungermanniaceae. Loài này được Bakalin, Vadim A. mô tả khoa học đầu tiên năm 2008.